# Trenčianska vrchovina
Trenčianska vrchovina (česky Trenčínská vrchovina) je geomorfologická podsestava Strážovských vrchů, přičemž se nachází v jeho západní části. Nejvyšším bodem je vrch Vápeč, jehož vrchol a blízké okolí tvoří Národní přírodní rezervaci Vápeč.

## Geomorfologické členění
- Butkovská brázda
- Butkovské bradlá
- Holázne
- Ostrý
- Porubská brázda
- Teplická vrchovina